# 파베 초콜릿

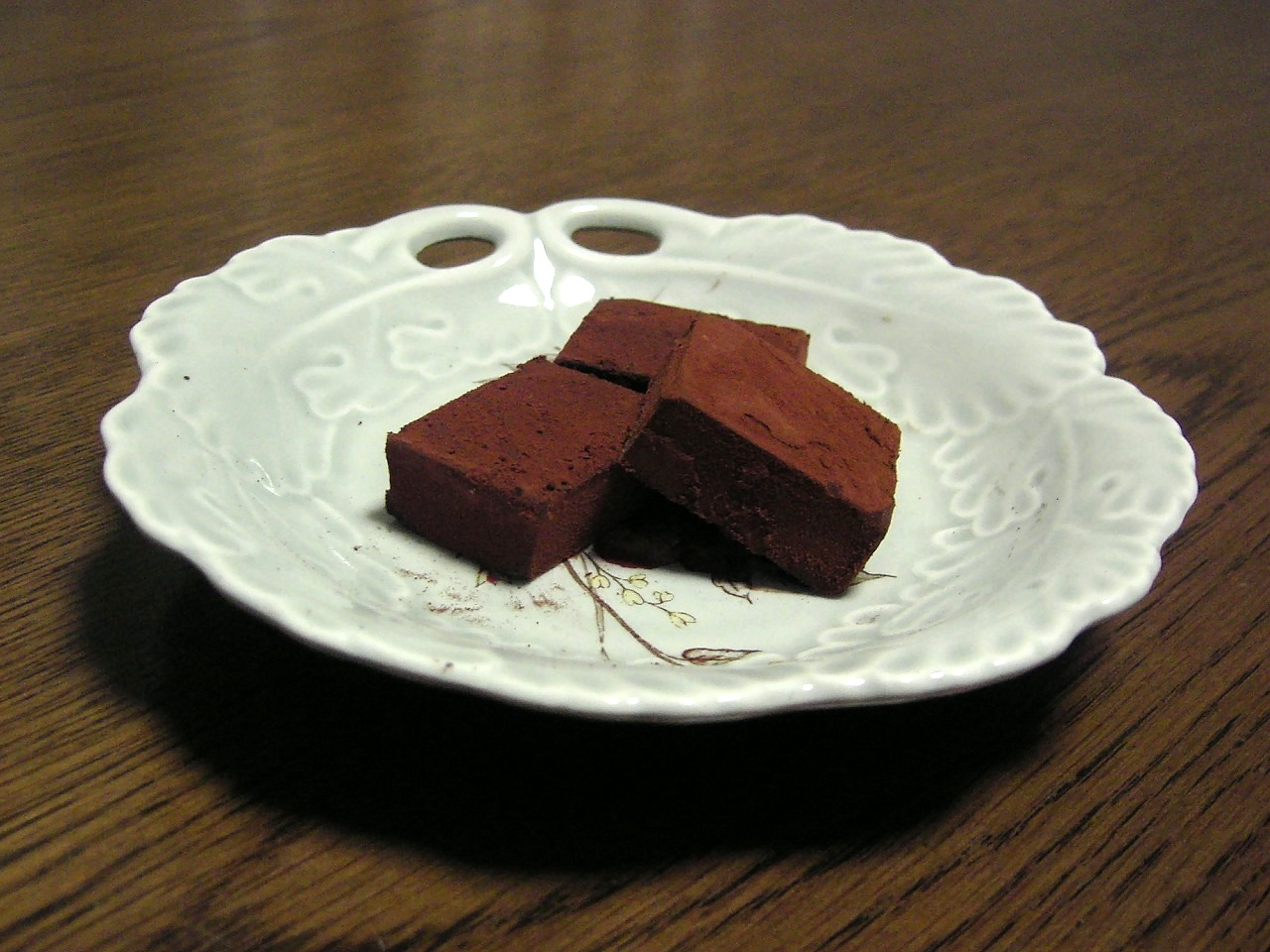
파베 초콜릿

파베 초콜릿(pavé+chocolate, 프랑스어: pavé de Genève 파베 드 주네브[*])은 초콜릿 종류의 하나이다. '파베'(pavé)라는 단어는 프랑스어로 벽돌이라는 뜻이다. 일본에서 "나마초코레토(生チョコレート)"라 불리지만, "생초콜릿"과는 다른 음식이다.

## 같이 보기
- 트뤼프 앙 쇼콜라